# Lijst van brutoformules Ca-Cf
Dit lemma is onderdeel van de lijst van brutoformules. Dit lemma behandelt de brutoformules van Ca (calcium) tot en met Cf (californium)

## Ca
| Brutoformule                            | Gewone formule                                                          | Naam |
| --------------------------------------- | ----------------------------------------------------------------------- | --- |
| {\displaystyle {\ce {Ca}}}              | {\displaystyle {\ce {Ca}}}                                              | Calcium ~ in bereiding calciumoxide |
| {\displaystyle {\ce {Ca}}}-isotopen     | {\displaystyle {\ce {Ca}}}                                              | Isotopen van calcium 34Ca · 35Ca · 36Ca · 37Ca · 38Ca · 39Ca · 40Ca · 41Ca · 42Ca · 43Ca 44Ca · 45Ca · 46Ca · 47Ca · 48Ca · 49Ca · 50Ca · 51Ca · 52Ca · 53Ca 54Ca · 55Ca · 56Ca · 57Ca |
| {\displaystyle {\ce {Ca}}}-mineraal     | {\displaystyle {\ce {Ca}}}                                              | Calciumhoudend mineraal |
| {\displaystyle {\ce {Br2Ca}}}           | {\displaystyle {\ce {CaBr2}}}                                           | Calciumbromide |
| {\displaystyle {\ce {CaCl2}}}           | {\displaystyle {\ce {CaCl2}}}                                           | Calciumchloride ~ in bereiding van calciumchloraat |
| {\displaystyle {\ce {CaCl2O2}}}         | {\displaystyle {\ce {Ca(ClO)2}}}                                        | Calciumhypochloriet |
| {\displaystyle {\ce {CaCl2O6}}}         | {\displaystyle {\ce {Ca(ClO3)2}}}                                       | Calciumchloraat |
| {\displaystyle {\ce {CaCrO4}}}          | {\displaystyle {\ce {CaCrO4}}}                                          | Calciumchromaat |
| {\displaystyle {\ce {CaCuO10Si4}}}      | {\displaystyle {\ce {CaCuSi4O10}}}                                      | Egyptisch blauw |
| {\displaystyle {\ce {CaF2}}}            | {\displaystyle {\ce {CaF2}}}                                            | Calciumfluoride ~ in fluoriet, vloeispaat |
| {\displaystyle {\ce {CaFeO6Si2}}}       | {\displaystyle {\ce {CaFe^{2+}Si2O6}}}                                  | Hedenbergiet |
| {\displaystyle {\ce {CaI2}}}            | {\displaystyle {\ce {CaI2}}}                                            | Calciumjodide |
| {\displaystyle {\ce {CaI2O6}}}          | {\displaystyle {\ce {Ca(IO3)2}}}                                        | Calciumjodaat |
| {\displaystyle {\ce {CaMgO4Si}}}        | {\displaystyle {\ce {CaMgSiO4}}}                                        | Monticelliet |
| {\displaystyle {\ce {CaMgO6Si2}}}       | {\displaystyle {\ce {CaMg(SiO3)2}}} {\displaystyle {\ce {CaMg[Si2O6]}}} | Calciummagnesiumsilicaat ~ in diopsied; chroomdiopsied |
| {\displaystyle {\ce {CaMnO4Si}}}        | {\displaystyle {\ce {CaMn^{2+}SiO4}}}                                   | Glaucochroiet |
| {\displaystyle {\ce {CaMnO6Si2}}}       | {\displaystyle {\ce {CaMn^{2+}Si2O6}}}                                  | Johannseniet |
| {\displaystyle {\ce {CaMn2O8}}}         | {\displaystyle {\ce {Ca(MnO4)2}}}                                       | Calciumpermanganaat |
| {\displaystyle {\ce {CaMoO4}}}          | {\displaystyle {\ce {CaMoO4}}}                                          | Calciummolybdaat ~ als powelliet |
| {\displaystyle {\ce {CaN2O4}}}          | {\displaystyle {\ce {Ca(NO2)2}}}                                        | Calciumnitriet |
| {\displaystyle {\ce {CaN2O6}}}          | {\displaystyle {\ce {Ca(NO3)2}}}                                        | Calciumnitraat ~ als salpeter |
| {\displaystyle {\ce {CaO}}}             | {\displaystyle {\ce {CaO}}}                                             | Calciumoxide ~ Ook wel: ongebluste kalk ~ uit calciumnitraat ~ in kalk |
| {\displaystyle {\ce {CaO2}}}            | {\displaystyle {\ce {CaO2}}}                                            | Calciumperoxide |
| {\displaystyle {\ce {CaO3S}}}           | {\displaystyle {\ce {CaSO3}}}                                           | Calciumsulfiet |
| {\displaystyle {\ce {CaO3Si}}}          | {\displaystyle {\ce {CaSiO3}}}                                          | Calciumsilicaat ~ in wollastoniet |
| {\displaystyle {\ce {CaO3Ti}}}          | {\displaystyle {\ce {CaTiO3}}}                                          | Calciumtitanaat ~ in perovskiet |
| {\displaystyle {\ce {CaO4}}}            | {\displaystyle {\ce {Ca(O2)2}}}                                         | Calciumsuperoxide ~ als superoxide |
| {\displaystyle {\ce {CaO4S}}}           | {\displaystyle {\ce {CaSO4}}}                                           | Calciumsulfaat ~ als gips; anhydriet; seleniet |
| {\displaystyle {\ce {CaO4Se}}}          | {\displaystyle {\ce {CaSeO4}}}                                          | Calciumselenaat ~ uit seleenzuur |
| {\displaystyle {\ce {CaO4Si}}}          | {\displaystyle {\ce {CaSiO4}}}                                          | Larniet |
| {\displaystyle {\ce {CaO4W}}}           | {\displaystyle {\ce {CaWO4}}}                                           | Calciumwolfromaat ~ als scheeliet |
| {\displaystyle {\ce {CaO5SiTi}}}        | {\displaystyle {\ce {CaTiSiO5}}}                                        | Titaniet |
| {\displaystyle {\ce {CaO8P2Th}}}        | {\displaystyle {\ce {CaTh(PO4)2}}}                                      | Brabantiet |
| {\displaystyle {\ce {CaP}}}             | {\displaystyle {\ce {CaP}}}                                             | Calciummonofosfide ~ in synthese difosfaan |
| {\displaystyle {\ce {CaS}}}             | {\displaystyle {\ce {CaS}}}                                             | Calciumsulfide |
| {\displaystyle {\ce {Ca2Cu2O10Si3}}}    | {\displaystyle {\ce {Ca2Cu2Si3O10}}}                                    | Kinoiet |
| {\displaystyle {\ce {Ca2Na2O9Si3}}}     | {\displaystyle {\ce {Na2Ca2Si3O9}}}                                     | Combeiet |
| {\displaystyle {\ce {Ca2O4Si}}}         | {\displaystyle {\ce {Ca2(SiO4)}}}                                       | Calciumorthosilicaat als vorm van calciumsilicaat |
| {\displaystyle {\ce {Ca2O6P2}}}         | {\displaystyle {\ce {Ca2P2O6}}}                                         | Calciumhypofosfaat ~ als hypofosfaat |
| {\displaystyle {\ce {Ca2O7P2}}}         | {\displaystyle {\ce {Ca2P2O7}}}                                         | Dicalciumpyrofosfaat ~ als pyrofosfaat |
| {\displaystyle {\ce {Ca2O7Sb2}}}        | {\displaystyle {\ce {Ca2Sb2O7}}}                                        | Calciumpyroantimonaat ~ als antimonaat |
| {\displaystyle {\ce {Ca2O7Si2Zn3}}}     | {\displaystyle {\ce {Ca2ZnSi2O7}}}                                      | Hardystoniet |
| {\displaystyle {\ce {Ca3Cr2O12Si3}}}    | {\displaystyle {\ce {Ca3Cr2(SiO4)3}}}                                   | Uvaroviet |
| {\displaystyle {\ce {Ca3Fe2O12Si3}}}    | {\displaystyle {\ce {Ca3Fe2^{3+}(SiO4)3}}}                              | Andradiet |
| {\displaystyle {\ce {Ca3MgO8Si2}}}      | {\displaystyle {\ce {Ca3Mg(SiO4)2}}}                                    | Merwiniet |
| {\displaystyle {\ce {Ca3O8P2}}}         | {\displaystyle {\ce {Ca3(PO4)2}}}                                       | Calciumfosfaat |
| {\displaystyle {\ce {Ca3O16PbSi4Zn4}}}  | {\displaystyle {\ce {PbCa3Zn4(SiO4)4}}}                                 | Esperiet |
| {\displaystyle {\ce {Ca3P2}}}           | {\displaystyle {\ce {Ca3P2}}}                                           | Calciumfosfide ~ als biocide |
| {\displaystyle {\ce {Ca5ClO12P3}}}      | {\displaystyle {\ce {Ca5(PO4)3Cl}}}                                     | Chloorapatiet |
| {\displaystyle {\ce {Ca5FO12P3}}}       | {\displaystyle {\ce {Ca5(PO4)3F}}}                                      | Calciumfluorfosfaat ~ als fluorapatiet |
| {\displaystyle {\ce {Ca14F2Nb2O34Si8}}} | {\displaystyle {\ce {Ca14Nb2(Si2O7)4O6F2}}}                             | Niocaliet |

## Cd
| Brutoformule                        | Gewone formule                | Naam |
| ----------------------------------- | ----------------------------- | --- |
| {\displaystyle {\ce {Cd}}}          | {\displaystyle {\ce {Cd}}}    | Cadmium ~ in kleurstoffen ~ als parameter in verontreinigingsklassen |
| {\displaystyle {\ce {Cd}}}-isotopen | {\displaystyle {\ce {Cd}}}    | Isotopen van cadmium 95Cd · 96Cd · 97Cd · 98Cd · 99Cd · 100Cd · 101Cd · 102Cd · 103Cd · 104Cd 105Cd · 106Cd · 107Cd · 108Cd · 109Cd · 110Cd · 111Cd · 112Cd · 113Cd · 114Cd 115Cd · 116Cd · 117Cd · 118Cd · 119Cd · 120Cd · 121Cd · 122Cd · 123Cd · 124Cd 125Cd · 126Cd · 127Cd · 128Cd · 129Cd · 130Cd · 131Cd · 132Cd |
| {\displaystyle {\ce {Cd-mineraal}}} | {\displaystyle {\ce {Cd}}}    | Cadmiumhoudend mineraal |
| {\displaystyle {\ce {CdCl2}}}       | {\displaystyle {\ce {CdCl2}}} | Cadmiumchloride |
| {\displaystyle {\ce {CdO}}}         | {\displaystyle {\ce {CdO}}}   | Cadmiumoxide |
| {\displaystyle {\ce {CdS}}}         | {\displaystyle {\ce {CdS}}}   | Cadmiumsulfide ~ en Napels geel ~ in bereiding cadmiumoxide |
| {\displaystyle {\ce {CdSe}}}        | {\displaystyle {\ce {CdSe}}}  | Cadmiumselenide ~ als cadmiumrood |

## Ce
| Brutoformule                         | Gewone formule                        | Naam |
| ------------------------------------ | ------------------------------------- | --- |
| {\displaystyle {\ce {Ce}}}           | {\displaystyle {\ce {Ce}}}            | Cerium |
| {\displaystyle {\ce {Ce}}}-isotopen  | {\displaystyle {\ce {Ce}}}            | Isotopen van cerium 119Ce · 120Ce · 121Ce · 122Ce · 123Ce · 124Ce · 125Ce · 126Ce · 127Ce · 128Ce 129Ce · 130Ce · 131Ce · 132Ce · 133Ce · 134Ce · 135Ce · 136Ce · 137Ce · 138Ce 139Ce · 140Ce · 141Ce · 142Ce · 143Ce · 144Ce · 145Ce · 146Ce · 147Ce · 148Ce 149Ce · 150Ce · 151Ce · 152Ce · 153Ce · 154Ce · 155Ce · 156Ce · 157Ce |
| {\displaystyle {\ce {Ce}}}-mineralen | {\displaystyle {\ce {Ce}}}            | Ceriumhoudend mineraal |
| {\displaystyle {\ce {CeCl3}}}        | {\displaystyle {\ce {CeCl3}}}         | Cerium(III)chloride |
| {\displaystyle {\ce {CeLaO16P4ThY}}} | {\displaystyle {\ce {CeLaThY(PO4)4}}} | Monaziet |
| {\displaystyle {\ce {CeO2}}}         | {\displaystyle {\ce {CeO2}}}          | Cerium(IV)oxide ~ uit ceriet, bastnäsiet ~ in productie H2 |
| {\displaystyle {\ce {CeO4P}}}        | {\displaystyle {\ce {CePO3}}}         | Cerium(III)fosfoaat ~ in monaziet |
| {\displaystyle {\ce {CeO8S2}}}       | {\displaystyle {\ce {Ce(SO4)2}}}      | Cerium(IV)sulfaat |
| {\displaystyle {\ce {Ce2O3}}}        | {\displaystyle {\ce {Ce2O3}}}         | Cerium(III)oxide ~ in productie H2 |

## Cf
| Brutoformule                        | Gewone formule                | Naam |
| ----------------------------------- | ----------------------------- | --- |
| {\displaystyle {\ce {Cf}}}          | {\displaystyle {\ce {Cf}}}    | Californium Lawrencium, californium in de productie van |
| {\displaystyle {\ce {Cf}}}-isotopen | {\displaystyle {\ce {Cf}}}    | Isotopen van californium 237Cf · 238Cf · 239Cf · 240Cf · 241Cf · 242Cf · 243Cf · 244Cf · 245Cf · 246Cf 247Cf · 248Cf · 249Cf · 249mCf · 250Cf · 251Cf · 252Cf · 253Cf · 254Cf · 255Cf · 256Cf · |
| {\displaystyle {\ce {CfCl3}}}       | {\displaystyle {\ce {CfCl3}}} | Californium(III)chloride ~ als verbinding van californium |
| {\displaystyle {\ce {CfClO}}}       | {\displaystyle {\ce {CfOCl}}} | Californium(III)oxychloride |
| {\displaystyle {\ce {Cf2O3}}}       | {\displaystyle {\ce {Cf2O3}}} | Californium(III)oxide |